# 村井真里
村井 真里（むらい まり、6月1日 - ）は、日本の女性声優・MC。北海道札幌市出身。血液型はB型。身長:149cm。愛称はまりぴょん、まりりん、ぽてちゃん、まりんちゃん等。

## 来歴・人物
2005年1月に宮崎亮と札幌のコミュニティFM局に出演。
2005年札幌から上京し、横山智佐と鈴木真仁のユニット「Pink Rainbow」 の妹分「ピンクレイン・ドロップス」に参加。
その後、ラムズが主催する「声優劇団RAT」一般参加オーディションを経て、付属養成所RPE第3期生として入所。
Baby POP Schoolなどでアイドル声優活動をし、Impress Watch 動画ニュース 萌えランキングでは金曜日を担当。その後、ラムズJr.としてSMラジオのパーソナリティを務めた。
また、同人サークル「イオシス」では、まりの名前でボーカルを担当している。
2008年10月より2009年3月までTBSラジオ「アベコーのモリもりトーク」で競馬評論家阿部幸太郎のアシスタントパーソナリティーまりんちゃんとして出演。2009年度（2009年10月から半年間）に同番組が再開したときも、アシスタントを続投した。
2008年1月26日、ららぽーとTOKYO-BAYセンターコートにて行われた「千葉ロッテマリーンズパフォーマーオーディション」に参加し、フリーアナウンサー野口綾子とともに合格。MCの庄司こなつとともにまりぴょんの愛称で同年3月15日にMCデビューし、同年3月30日にはキャラショーデビュー。千葉ロッテマリーンズのマスコットやダンスチームM☆Splash!! とともに試合前のステージ（キャラショー）などで球場を盛り上げてきた。2009年シーズン終了で退任。
2009年7月、Dpaが「日本全国地デジで元気!」キャンペーンを展開するにあたり、佐々木もよことともに“地デジ元気!娘”に選ばれ（村井まり名義）、テツandトモや地デジカと全国各地で展開されるデジタルテレビ放送普及推進・アナログテレビ放送完全終了啓発のキャンペーンに参加している。また、このキャンペーンに合わせて作られた『地デジで元気!音頭』では、曲の作者でもある北島三郎の唄に乗せて振り付けビデオで踊っている。
ちなみに締めの「とってもとっても〜うれしいぴょんぴょんぴょんだ〜♪」はImpress Watch 動画ニュース 萌えランキングからやっているものである。

## 出演作品

### テレビ
- Dream Factory
- Impress Watch 動画ニュース 萌えランキング
- アニメ天国　※レポーター

### ゲーム
- いかもの探偵 -IKATAN-（エレナ役、2008年11月13日発売、ニンテンドーDS、サイバーフロント）
- R20★萌え花札（結崎めい役、Yahoo!ケータイ、ハドソン）
- R20★萌えテニス（大熊希海役、Yahoo!ケータイ、ハドソン）
- R20★萌え大富豪（逸見夕葵役、Yahoo!ケータイ、ハドソン）
- アクエリアンエイジ オルタナティブ（ジャンクボーグ“柴原瑞希”/暗黒の魔導師“ステラ・ブラヴァツキ”）
- 四八（仮） -SHIJU HACHI-

### ラジオ

#### パーソナリティ
- アベコーのモリもりトーク（TBSラジオ）
- いかたんRADIO（アニスタ.TV）
- SMラジオ（アニスタ.TV）
- BPSへようこそ!（アニスタ.TV、2006年）

#### ゲスト出演
- ぬるぽ放送局（イオシス、第5〜8・131・188回）

### 舞台
- いかたん×RAT
- オーバー・ザ・ピンクレインボウ
- 陸の界賊〜オカノカイゾク〜

### CD
- ピコピコスーパートイレット（イオシス/トイレCD）
- ぬるぽのうた（イオシス）
- お嫁にしなさいっ!（イオシス/東方萃翠酒酔）
- 空なんか飛べなくたっていい（イオシス/東方萃翠酒酔）
- これはキモちのいいけーね（イオシス/東方河想狗蒼池）
- 秋撃恋記（イオシス/東方河想狗蒼池）

### その他
- 千葉ロッテマリーンズイベントMC （2008年 - 2009年）
- Dpa　地デジ元気!娘（2009年 - ）